# 500-й парашутно-десантний батальйон СС
500-й парашутно-десантний батальйон СС (нім. SS-Fallschirmjäger-Bataillon 500) — парашутно-десантний батальйон Ваффен-СС часів Другої світової війни.

## Історія
Ідея створення окремого парашутного батальйону в лавах Ваффен-СС, імовірно виникла в її лідера рейхсфюрера СС Г.Гіммлера. Перші плани з'явилися у вересні 1943 року, після успішного проведення рейдової операції під кодовою назвою «Дуб». Під час цієї спеціальної повітрянодесантної операції на чолі з майором О.-Г.Морсом та СС-гауптштурмфюрером О.Скорцені в Італії з порятунку заарештованого колишнього диктатора Італії Беніто Муссоліні.
500-й парашутно-десантний батальйон СС був офіційно сформований 6 вересня 1943 року шляхом підбору добровольців з військ СС (понад 50 %) або з числа офіцерів, фельдфебелів та солдатів, що мали дисциплінарні стягнення, перебували в штрафних підрозділах і дали згоду на службу в батальйоні. Формування здійснювалось у Хлумі та Влашимі на території протекторату Богемії та Моравії.
Батальйон складався з п'яти рот — три піхотні, рота важкої зброї й штабна рота. Загальна чисельність — 1000 осіб.
У листопаді 1943 особовий склад розпочав повітрянодесантну підготовку в містечку Матарушка-Баня, біля Сараєво, і після завершення навчання батальйон протягом трьох місяців брав участь у боях проти партизанів на території Югославії.

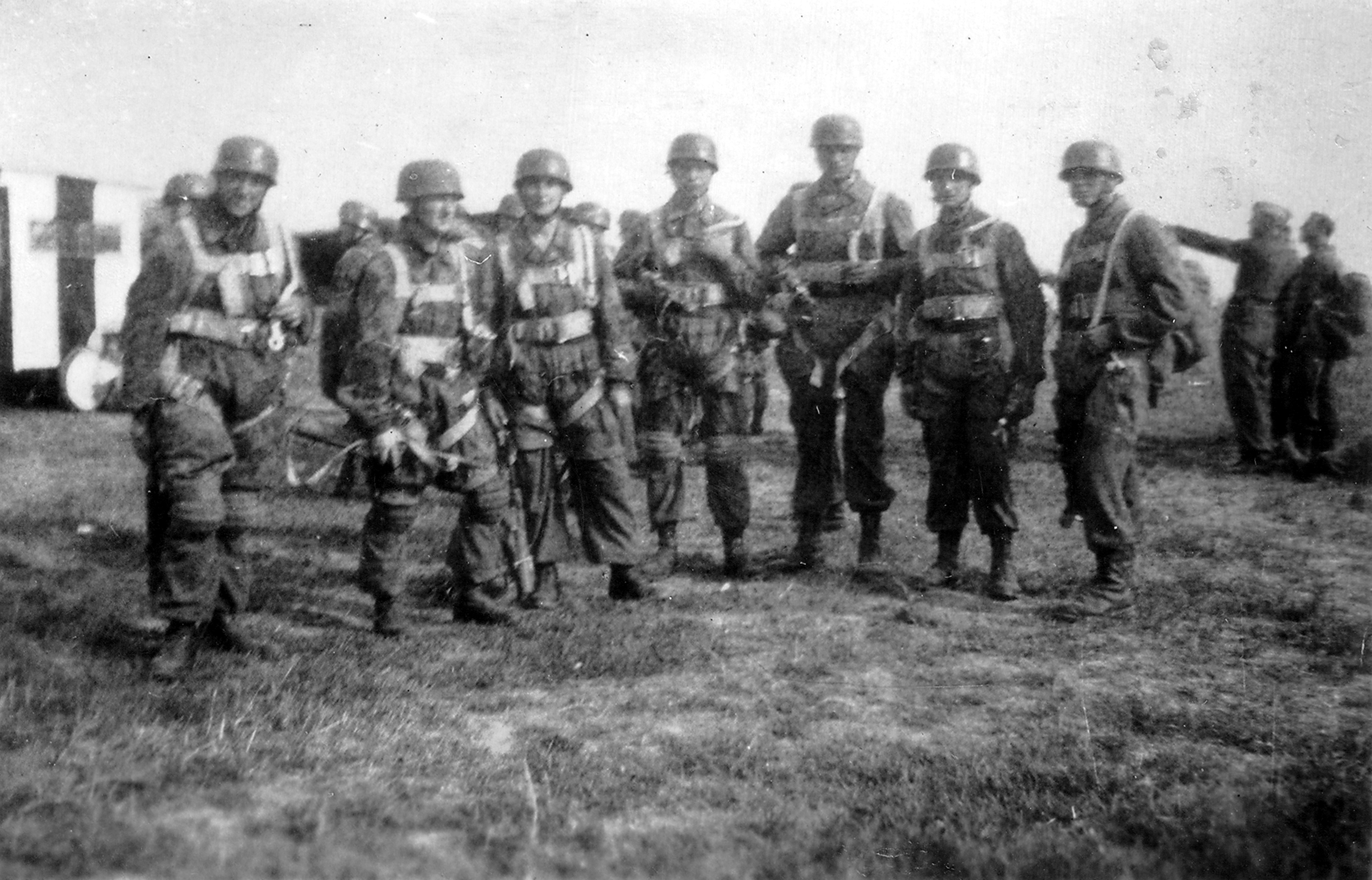
Німецькі парашутисти

У середині квітня 1944 року в батальйоні з'явився новий командир — СС гауптштурмфюрер Курт Рибка й почалася підготовка до антипартизанської повітряно-десантної операції «Хід конем». Основна мета операції — знищення штабу партизанського руху в Югославії й особисто маршала Йосипа Броз Тіто. Це була велика військова операція — крім парашутистів у ній брали участь частини 1-ї гірсько-піхотної дивізії, 7-ї дивізії СС «Принц Ойген», 92-й піхотний полк, хорватська піхотна дивізія, частина з'єднання «Бранденбург-800». Необхідність застосування десанту полягала у тому, що ціль, тобто штаб розташовувався у важко доступній місцевості, причому укріпленій та насиченій партизанами.
25 травня 1944 року розпочалася операція. Десантування здійснювалося двома хвилями: перша хвиля (загальна кількість 314 осіб) висаджувалася на парашутах і готувала плацдарми для посадки планерів DFS 230 з десантом другої хвилі (близько 400 чоловік). Але операція не досягла своєї мети. Штаб партизанського руху Югославії уцілів. Втрати парашутистів СС склали близько 800 чоловіків (загиблими, пораненими та зниклими безвісти) з 1 000, що брали участь у висадці.
29 червня 1944 року батальйон був перекинутий на Східний фронт. Планувалася операція із захоплення острова Ааланд. Згодом ця операція була скасована. Після цього батальйон переведений під Нарву до складу III танкового корпусу СС, де взяв участь в оборонних боях за утримання цього важливого міста.
У Прибалтиці батальйон узяв активну участь у боях. Особовий склад застосовувався як танковий десант в атаках на шосе Каунас-Вільнюс з метою прориву до оточеного у Вільнюсі XI армійського корпусу та забезпечення його евакуації. Важкі бої на підступах до литовської столиці, у яких брав участь батальйон, дозволили німцям деблокувати й вивести війська, що перебували там. Втрати батальйону були величезні — у строю залишалося лише близько 90 чоловіків. Після декількох днів відпочинку, у вересні 1944, залишки батальйону брали участь у боях у районі міста Мемеля (Клайпеда) з метою призупинення наступу радянських військ.
15 жовтня 1944 року частина особового складу цього підрозділу під командуванням Отто Скорцені була задіяна в операції «Панцерфауст», у результаті якої угорський регент адмірал М. Горті був зміщений і Угорщина залишилася союзником рейха.
У грудні 1944 року частина підрозділу брала участь в операції «Грейф» в Арденнах знову під командуванням О. Скорцені, який очолював спеціальний зведений диверсійний підрозділ для участі в Арденнському наступі. Усього в ній брало участь понад 3 тисячі есесівців, переодягнених, у порушення міжнародних правил, в американську військову форму. Команда була забезпечена танками, американськими вантажівками й джипами. Їй ставилося завдання, вклинившись у бойові порядки противника, сіяти паніку серед союзників і здійснювати диверсійні акти. Однак ця операція не мала істотного впливу на хід військових дій.
У березні 1945 року, після Арденн, батальйон брав участь у боях на Одерській ділянці Східного фронту, у районі Шведт-Цеден. У квітні батальйон був виведений з передової у зв'язку з великими втратами. На останньому етапі війни частина фахівців-десантників батальйону була залучена до підготовки особового складу диверсійних загонів проєкту «Цепелін».
Основна ж частина залишків батальйону билася в оточеному Берліні. При відступі від радянських військ в землі Мекленбург на захід, батальйон здався в полон американцям у районі Гагенова.

## Командування
- СС штурмбаннфюрер Герберт Гільгоффер (нім. Herbert Gilhofer) (6 вересня 1943 — квітень 1944);
- СС гауптштурмфюрер Курт Рибка (нім. Kurt Rybka) (квітень 1944 — 8 травня 1945).